# Nåddoks naturreservat
Nåddoks naturreservat är ett naturreservat i Arjeplogs kommun i Norrbottens län.
Området är naturskyddat sedan 2024 och är 2 875 hektar stort. Reservatet ligger nordväst om Arjeplog och omfattar en höjdrygg mellan Laisälven och sjön Västra Mullejaure och består av granskog med enstaka tallar och vidsträckta myrmarker.